# 穆吉布主义

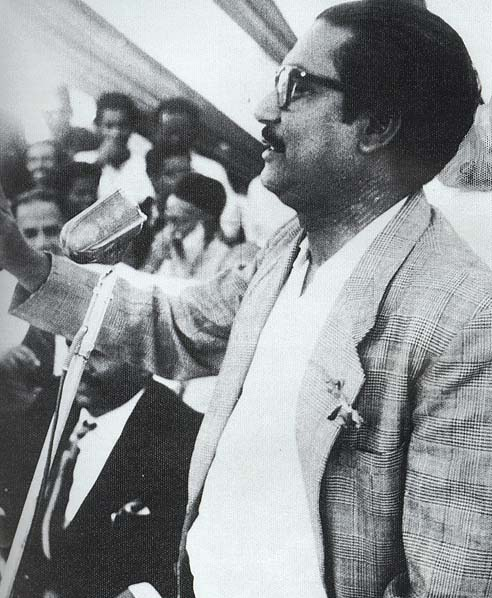
1966年的谢赫·穆吉布·拉赫曼

穆吉布主义（羅馬化：Mujibbad）是孟加拉国解放运动的奠基人谢赫·穆吉布·拉赫曼倡导和传播的政治理念。穆吉布主义包括四项基本政策：民族主义、社会主义、民主主义和世俗主义。1972年6月7日，穆吉布表示，国家解放之前的口号是“六点”，现在的口号是“四大支柱”。随着孟加拉国宪法于1972年通过，这“四大支柱”成为孟加拉国的四项基本国策。